# Vale de Asnes
Vale de Asnes é uma povoação portuguesa sede da Freguesia de Vale de Asnes do Município de Mirandela, freguesia com 21,50 km² de área e 210 habitantes (censo de 2021), tendo, por isso, uma densidade populacional de 9,8 hab./km².
Vale de Asnes foi vila e sede de concelho até ao início do século XIX. Este era constituído apenas pela freguesia da sede e tinha, em 1801, 354 habitantes. Na década de 30 do século XIX foi anexado ao extinto concelho de Cortiços. A freguesia passou em 1853 para o concelho (atual município) de Macedo de Cavaleiros e, em 1871, para o de Mirandela.
A Freguesia de Vale de Asnes atualmente é composta por duas povoações: Vale de Asnes e Cedaínhos.

## Demografia
Nota: No ano de 1864 fazia parte do concelho de Macedo de Cavaleiros. Passou para o actual concelho por decreto de 15/11/1871. Nos anos de 1900 a 1930 tinha anexada a freguesia de Cedaínhos. Pelo decreto lei nº 27.424, de 31/12/1936, Cedaínhos passou a fazer parte da freguesia de Vale de Asnes.
A população registada nos censos foi:
| Distribuição da População por Grupos Etários | Distribuição da População por Grupos Etários | Distribuição da População por Grupos Etários | Distribuição da População por Grupos Etários | Distribuição da População por Grupos Etários |
| -------------------------------------------- | -------------------------------------------- | -------------------------------------------- | -------------------------------------------- | -------------------------------------------- |
| Ano                                          | 0-14 Anos                                    | 15-24 Anos                                   | 25-64 Anos                                   | > 65 Anos                                    |
| 2001                                         | 67                                           | 53                                           | 184                                          | 109                                          |
| 2011                                         | 36                                           | 19                                           | 134                                          | 82                                           |
| 2021                                         | 16                                           | 19                                           | 98                                           | 77                                           |